# Srebrne krzesło (miniserial)
Srebrne Krzesło (ang. Chronicles of Narnia: The Silver Chair lub The Silver Chair) – brytyjski miniserial z 1990 roku, zrealizowany na podstawie powieści C.S. Lewisa „Srebrne krzesło”.
Miniserial ten to trzecia część serialu BBC „Kroniki Narnii” (Chronicles of Narnia).

## Treść
Eustachy i jego szkolna koleżanka Julia są prześladowani w szkole przez innych uczniów. Kiedy usiłują się ukryć, zostają wezwani przez Aslana do Narnii. Dostają od niego zadanie. Mają odnaleźć zaginionego syna króla - księcia Rilliana.

## Główne role
- David Thwaites – Eustachy Scrubb
- Camilla Power – Julia Pole
- Geoffrey Russell – król Kaspian
- Roy Boyd – Lord Drinian
- Barbara Kellerman – Zielona Pani
- Ailsa Berk – Aslan
- Richard Henders – książę Rilian
- Tom Baker – Błotosmętek
- Warwick Davis – Glimfeather